# Lista de medalhistas da ginástica nos Jogos da Commonwealth (feminino)
Abaixo, lista de ginastas medalhistas nas modalidades artística e rítmica, na história dos Jogos da Comunidade, desde sua estreia em 1978. 

## Ginástica artística

### Individual geral
| Evento            | Ouro                 | Prata                                | Bronze             |
| Edmonton 1978     | CAN Elfi Schlegel    | CAN Monica Goermann CAN Sherry Hawco | nenhuma            |
| Auckland 1990     | CAN Lori Strong      | AUS Monique Allen                    | AUS Kylie Shadbolt |
| Victoria 1994     | CAN Stella Umeh      | AUS Rebecca Stoyal                   | ENG Zita Lusack    |
| Kuala Lumpur 1998 | AUS Zeena McLaughlin | AUS Allana Slater                    | AUS Trudy McIntosh |
| Manchester 2002   | CAN Kate Richardson  | ENG Beth Tweddle                     | AUS Allana Slater  |
| Melbourne 2006    | AUS Chloe Sims       | CAN Elyse Hopfner-Hibbs              | AUS Hollie Dykes   |
| Délhi 2010        | AUS Lauren Mitchell  | AUS Emily Little                     | AUS Georgia Bonora |

### Equipes
| Evento            | Ouro       | Prata      | Bronze        |
| Edmonton 1978     | Canadá     | Inglaterra | Nova Zelândia |
| Auckland 1990     | Canadá     | Austrália  | Inglaterra    |
| Victoria 1994     | Inglaterra | Canadá     | Austrália     |
| Kuala Lumpur 1998 | Austrália  | Inglaterra | Canadá        |
| Manchester 2002   | Austrália  | Inglaterra | Canadá        |
| Melbourne 2006    | Austrália  | Inglaterra | Canadá        |
| Délhi 2010        | Austrália  | Inglaterra | Canadá        |

### Trave
| Evento            | Ouro                    | Prata                | Bronze             |
| Auckland 1990     | CAN Lori Strong         | CAN Larissa Lowing   | AUS Kylie Shadbolt |
| Victoria 1994     | AUS Salli Wills         | ENG Zita Lusack      | AUS Ruth Moniz     |
| Kuala Lumpur 1998 | AUS Trudy McIntosh      | AUS Zeena McLaughlin | CAN Lise Léveillé  |
| Manchester 2002   | CAN Kate Richardson     | AUS Allana Slater    | AUS Jacqui Dunn    |
| Melbourne 2006    | CAN Elyse Hopfner-Hibbs | AUS Holie Dykes      | ENG Becky Downie   |

### Solo
| Evento            | Ouro              | Prata                | Bronze                 |
| Auckland 1990     | CAN Lori Strong   | CAN Larissa Lowing   | AUS Kylie Shadbolt     |
| Victoria 1994     | ENG Annika Reeder | ENG Jackie Brady     | CAN Lisa Simes         |
| Kuala Lumpur 1998 | ENG Annika Reeder | AUS Allana Slater    | AUS Zeena McLaughlin   |
| Manchester 2002   | AUS Sarah Lauren  | URS Becky Owen       | CAN Kylie Stone        |
| Melbourne 2006    | AUS Holie Dykes   | AUS Ashleigh Brennan | RSA Francki van Rooyen |

### Barras assimétricas
| Evento            | Ouro                    | Prata                 | Bronze               |
| Auckland 1990     | AUS Monique Allen       | CAN Lori Strong       | AUS Michelle Telfer  |
| Victoria 1994     | AUS Rebecca Stoyal      | CAN Stella Umeh       | NZL Sara Thompson    |
| Kuala Lumpur 1998 | AUS Lisa Skinner        | CAN Véronique Leclerc | AUS Zeena McLaughlin |
| Manchester 2002   | ENG Beth Tweddle        | AUS Allana Slater     | CAN Vanessa Meloche  |
| Melbourne 2006    | CAN Elyse Hopfner-Hibbs | ENG Shavahn Church    | AUS Monette Russo    |

### Salto
| Evento            | Ouro              | Prata               | Bronze              |
| Auckland 1990     | NZL Nikki Jenkins | CAN Lori Strong     | AUS Monique Allen   |
| Victoria 1994     | CAN Stella Umeh   | WAL Sonia Lawrence  | CAN Lisa Simes      |
| Kuala Lumpur 1998 | ENG Lisa Mason    | AUS Trudy McIntosh  | ENG Annika Reeder   |
| Manchester 2002   | AUS Allana Slater | AUS Alexandra Croak | CAN Vanessa Meloche |
| Melbourne 2006    | ENG Imogen Cairns | CAN Alyssa Brown    | AUS Naomi Russell   |

## Ginástica rítmica

### Individual geral
| Evento         | Ouro                  | Prata                       | Bronze              |
| Melbourne 2006 | CAN Alexandra Orlando | MAS Durratun Nashihin Rosli | CAN Yana Tsikaridze |

### Equipes
| Evento         | Ouro   | Prata   | Bronze    |
| Melbourne 2006 | Canadá | Malásia | Austrália |

### Bola
| Evento         | Ouro                  | Prata              | Bronze            |
| Melbourne 2006 | CAN Alexandra Orlando | AUS Kimberly Mason | MAS Wen Chean Lim |

### Maças
| Evento         | Ouro                  | Prata                       | Bronze             |
| Melbourne 2006 | CAN Alexandra Orlando | MAS Durratun Nashihin Rosli | AUS Kimberly Mason |

### Fita
| Evento         | Ouro                  | Prata               | Bronze            |
| Melbourne 2006 | CAN Alexandra Orlando | CAN Yana Tsikaridze | MAS Wen Chean Lim |